# Теорема на Коши
Теоремата на Коши в теорията на групите, носи името на Августин Луис Коши. Тя твърди, че ако G е крайна група и p е просто число, делител на реда на групата G – |G| (броят на елементите на G) то в G има елемент от ред p. Т.е. има елемент x от G, такъв, че xp = e, където e е единичния елемент и p е най-малкото естествено число с това свойство.
Теоремата е свързана с теоремата на Лагранж, според която, редът на всяка подгрупа H на крайна група G дели реда на групата G.
От теоремата на Коши следва, че за всеки прост делител на реда на G съществува подгрупа, чийто ред е p – цикличната група породена от елемента, за който става дума в теоремата на Коши.
Тази теорема се обобщава от първата теорема на Силов, която твърди, че ако pm е степен на просто число, делител на реда на групата G, то съществува подгрупа от ред pm.

## Твърдение и доказателство
Теорема: Нека G е крайна група и p е просто число. Ако p е делител на реда на групата G то G притежава елемент от ред p.

### Първо доказателство
Първо ще докажем твърдението случай, че G е абелева.
Доказателството извършваме по индукция по |G| -реда на групата G.
Ако |G|=p то всеки неединичен елемент от G има ред p.
Нека a е неединичен елемент от G и нека H е цикличната група, породена от a.
Тя се означава с <a>. Ако p дели |H| то a|H|/p е елемент от ред p. (или по индукционното допускане)
Ако p не дели |H| то p дели |G/H| – реда на фактор-групата G/H,
която, по индуктивното предположение, ще съдържа елемент от ред p.
Нека този елемент е класът xH.
Нека още, m е редът на x в групата G.
Тогава xm = e.
От равенството (xH)m = eH в G/H следва, че p дели m.
Следователно xm/p е елемент от ред p в G.
С това е завършено доказателството в случай, че G е абелева.
Преди да преминем към общия случай се налага да въведем някои понятия, и изкажем твърдения за тях, които заслужават отделни страници.
Два елемента a и b от групата G се наричат спрегнати, ако съществува такъв елемент g от G, че b = g-1a g.
Релацията спрегнатост е релация на еквивалентност в G.
Централизатор на елемента a от групата G се нарича съвкупността от елементи на G, комутиращи с a.
Централизаторът на a е подгрупа на G.
Означава се с CG(a).
Не ми е известно, дали е нормална група.
Броят на елементите от класа еквивалентност спрямо релацията спрегнатост, съдържащ a е равен на индекса на CG(a) в G, който се означава с [G:CG(a)].
Център на групата G се нарича множеството елементи на G, комутиращи с всички елементи на G.
Означава се с Z.
Елементите от центъра не съдържат други елементи в своя клас на еквивалентност спрямо релацията спрягане.

Нека Z е център на групата G. Z е абелева група.
Ако p дели Z то Z съдържа елемент от ред p по вече доказаното.
Този елемент е от същия ред и в G.
Така, че можем да предположим, че p не дели реда на Z.
Но ако е така, то съществува клас на еквивалентност спрямо операцията спрягане, чийто брой елементи не се дели на p.
Броят на елементите в този клас е равен на индекса [G:CG(a)], където a е произволен елемент от класа.
Понеже p дели |G|, и не дели индекса то е необходимо p да дели реда на групата CG(a).
С това първото доказателство на теоремата на Коши е завършено.

### Второ доказателство
И това доказателство се основава на допълнителни знания.
Казва се, че групата G действа на множеството
S={A, B,...X, Y,...}, ако на всеки елемент от S и на всеки елемент от групата G се съпоставя друг елемент от S, така, че са изпълнени следните условия:
1. За всеки елемент X от S е в сила e(X)=X, където e е единичния елемент на групата.
2. За всеки елемент X от S и всеки два елемента g и h от G е изпълнено
условието за съгласуваност:
(g h)(X) = g (h (X)).
Стабилизатор на елемента X се нарича множеството StG(X) от елементи на групата, които оставят X място, т.е. стабилизаторът на G се състои от тези и само тези елементи на G за които g(X)=X.
Стабилизаторът на един елемент Xне винаги е нормална подгрупа в G.
Орбита на елемента X от S се нарича подмножеството от елементи на S в които се изобразява елемента X под действието на G.
Т.е. това е множеството от тези елементи Y, за които съществува такова g от G, за което Y = g(X).
Орбитата на елемента X се означава с G(X).
Броят на елементите от орбитата G(X) се нарича нейна дължина.
Релацията два елемента от S да принадлежат на една и съща орбита е релация на еквивалентност в S.
Дължината на орбитата G(X) е равена на индекса на стабилизатора на X в
G: |G(X)|=[G:StG(X)].
От тук следва, че дължината на всяка орбита е делител на реда на групата.
Ако P е циклична група от ред p, където p е просто число, то дължините на орбитите в S могат да бъдат само 1 и p.
Сега да разгледаме набор от p елемента на групата G, чието произведение е единичния елемент e.
Понеже първите p-1 елемента могат да се избират произволно от G а последния елемент се определя от споменатото условие, множеството такива набори има |G|p−1 на брой елемента.
Това множество ще означим с S.
Върху него ще действа циклична група от пермутации.
Циклична пермутация на набор от елементи се нарича тази, при която последният елемент застава на първо място.
От истината, че ако ab=eто и ba=e, следва, че при произволна циклична пермутация на множителите на елемент от S отново получаваме произведение равно на e или елемент от S.
Тогава върху S действа цикличната група от пермутации от ред p.
Както беше отбелязано, орбитите в множеството S имат дължина или 1 или p.

Елементите на S, които имат орбити с дължина 1 са тези от вида (x,x,...,x), където x е такъв елемент от S, за който xp = e. Една такава орбита, състояща се само от един елемент е {(e,e,...,e)}.
Следователно има поне още p-1 такива елемента от S с орбита с дължина 1.